# Песчаная площадь
Песча́ная площадь — площадь в районе Сокол Северного административного округа города Москвы, расположенная между Новопесчаной улицей, 3-й Песчаной улицей и улицей Куусинена.

## История
Площадь образовалась в начале 1950-х годов в ходе застройки района Песчаных улиц. Изначально носила название Новопесчаная площадь. По первоначальному проекту предполагалось, что площадь будет с трёх сторон окружена домами, а с юга к ней будет прилегать парк культуры и отдыха. Но этот проект не был полностью реализован и юго-западный угол площади оказался незастроенным; в настоящее время там располагаются гаражи и промзоны. Название площадь получила по характеру грунта, по аналогии с улицами района.

## Сквер
На территории Песчаной площади расположен сквер, прилегающий к парку «Березовая роща», характерной особенностью которого является обособленность. Окруженный дорогой, он является островком зелени среди асфальта. Площадь сквера — 1,1 га. Сквер был устроен в 1960-х годах по проекту архитектора Е. А. Крупиновой. В нём разбито несколько клумб, имеются скамейки.

## Транспорт

### Наземный транспорт
- Остановка «Песчаная площадь»
  - Автобусы т65, т86, 64, 175, 318, 403, 818

### Железнодорожный транспорт
- Станция МЦК Зорге